# Knodus savannensis
Knodus savannensis är en fiskart som beskrevs av Géry, 1961. Knodus savannensis ingår i släktet Knodus och familjen Characidae. Inga underarter finns listade i Catalogue of Life.